# 古川隆文
古川 隆文（ふるかわ たかふみ、1952年1月21日 - ）は、鹿児島県出身の元騎手。

## 来歴
1976年3月に栗東・諏訪佐市厩舎からデビューし、同6日の中京第2競走4歳未勝利・ニホンピロムサシで初騎乗を果たすが、1番人気に支持されるも4着に終わる。2戦目の騎乗となる翌7日の阪神第5競走障害5歳以上未勝利・ヤマニンライトも人気に支持されたが、競走を中止している。6月27日の札幌第7競走4歳以上オープン・ロードカップで初勝利を挙げ、9月には重賞初騎乗となった阪神障害ステークス（秋）・ハシノユウキで11頭中11番人気ながら5着に入り、1年目の同年は平地・障害で2勝ずつの計4勝をマーク。
2年目の1977年は4月23日・24日の京都で初の2日連続勝利、11月12日の京都では初の1日2勝を記録。重賞昇格前の小倉3歳ステークスをスズカフラワーで勝利し、同年は初の2桁勝利で自身唯一の20勝台となる24勝を挙げたが、結局この年が自己最多となった。
3年目の1978年には出口隆義から乗り替わった3連勝中のヤマニンゴローで豊明特別（1400万下）を勝利して連勝を4に伸ばすと、重賞初挑戦の高松宮杯ではエリモジョージ・ホクトボーイの天皇賞馬2頭にクラウンピラード・ハシコトブキを抑えて5連勝で重賞初勝利を挙げたが、人馬共に唯一の重賞勝利 となった。2020年に日本郵便東海支社から販売されたオリジナルフレーム切手「高松宮記念50周年記念B」ではハイセイコー・トウショウボーイ・オグリキャップら歴代の名馬と共に掲載されている。
1978年には2年連続2桁勝利となる12勝をマークし、1979年に阪神で行われたエリザベス女王杯ではヤマニンジェットでミスカブラヤ・アグネスレディーに次ぐ5着に入った。
1981年には最後の2桁勝利となる14勝をマークしたが、1983年には2着3回が最高で初の0勝、1984年から1986年までは3年連続で2勝に終わる。
1986年8月2日の小倉第5競走4歳未勝利・トーアビクトリーで4年ぶりの平地勝利を挙げたのが最後の勝利となり、1987年1月5日の京都第5競走障害4歳以上未勝利・サンワードパーソ（競走中止）を最後に現役を引退。

## 騎手成績
| 通算成績 | 1着 | 2着 | 3着 | 4着以下 | 出走回数 | 勝率 | 連対率 |
| -------- | --- | --- | --- | ------- | -------- | ---- | ------ |
| 平地     | 55  | 56  | 81  | 811     | 1003     | .055 | .111   |
| 障害     | 28  | 24  | 15  | 107     | 174      | .161 | .299   |
| 計       | 83  | 80  | 96  | 918     | 1177     | .071 | .138   |

主な騎乗馬
- ヤマニンゴロー（1978年高松宮杯）